# Slag bij Chaffin's Farm
De Slag bij Chaffin's Farm vond plaats op 29 september en 30 september 1864 in Henrico County, Virginia tijdens de Amerikaanse Burgeroorlog. Deze slag is ook gekend als de Slag bij Laurel Hill of Forts Harrison, Johnson, and Gilmer.

## Achtergrond
Toen de oorlog uitbrak bouwde de Zuidelijke genie en slaven permanente defensieve linies uit rond de Zuidelijke hoofdstad Richmond. Tegen 1864 was het verdedigingssysteem uitgebouwd ten zuiden van de hoofdstad. Deze stellingen liepen van de James bij Chaffin’s Farm naar een reeks van forten en versterkte punten dichter bij de hoofdstad. In juli en augustus1864 werden deze stellingen aangevallen door de Noordelijke legers onder leiding van luitenant-generaal Ulysses S. Grant.
Tussen 27 juli en 29 juli 1864 vielen het Noordelijke II Corps, onder leiding van generaal-majoor Winfield S. Hancock, en de Noordelijke cavalerie, onder leiding van generaal-majoor Philip Sheridan, de Zuidelijke stellingen bij New Market Heights en Fussel’s Mill aan. (zie Eerste Slag bij Deep Bottom). De aanvallen braken niet door de Zuidelijke linies om Richmond of de toevoerlijnen rechtstreeks te bedreigen maar hierdoor stuurde de Zuidelijke generaal Robert E. Lee wel soldaten van Petersburg naar de regio rond Deep Bottom. De Tweede Slag bij Deep Bottom werd opnieuw uitgevoerd door Hancock tussen 14 augustus en 20 augustus 1864 ongeveer in hetzelfde gebied om opnieuw Zuidelijke eenheden weg te lokken van de stellingen rond Petersburg. Dit werd gedaan met het oog op een geplande aanval op de Weldon Spoorweg (zie Slag bij Globe Tavern). Deze tweede slag was opnieuw een Zuidelijke overwinning. Toch had Lee opnieuw andere stellingen dienen te verzwakken en kon hij geen versterkingen sturen naar de Zuidelijke legers in de Shenandoahvallei.
In de tweede helft van september plande Grant een nieuwe aanval op de Zuidelijke stellingen. Zijn eerste doel was de laatste spoorweg in Zuidelijke handen te vernietigen (de South Side Spoorweg). Dit zou onvermijdelijk leiden tot de val van Petersburg en uiteindelijk ook Richmond. Hij wou met de cavaleriedivisie van brigadegeneraal David McM. Gregg en vier infanteriedivisies van het V Corps en het IX Corps van het Army of the Potomac de South Side Spoorweg vernietigen. Dit zou leiden tot de Slag bij Peebles's Farm tussen 30 september en 2 oktober 1864. Om de kans op slagen te vergroten voor dit plan hoopte hij opnieuw om Zuidelijke troepen weg te lokken door een aanval uit te voeren op de stellingen bij Richmond. Hiervoor koos hij het Army of the James onder leiding van generaal-majoor Benjamin Butler.
Butler zou het deze keer anders aanpakken. In plaats van opnieuw de Zuidelijke linkerflank te keren zoals in juli en augustus geprobeerd was, zou hij verrassingsaanvallen uitvoeren op het vijandelijke centrum en hun rechterflank. Het aanvalsplan zag er als volgt uit. Zijn eigen XVIII Corps onder leiding van generaal-majoor Edward Ord zou de James oversteken naar Aiken’s Landing via nieuwe pontonbruggen. Via de oude pontonbrug bij Deep Bottom zou het X Corps onder leiding van generaal-majoor David B. Birney gevolgd door de cavaleriebrigade van brigadegeneraal August Kautz de rivier oversteken. De Noordelijke aanval zou uit twee vleugels bestaan. De rechtervleugel (Birneys X Corps aangevuld met de divisie van brigadegeneraal Charles J. Paine XVIII Corps) zou de Zuidelijke stellingen bij New Market Road aanvallen en doorstoten naar de artilleriebatterijen. Deze aanval zou de flank van de linkervleugel (de rest van het XVIII Corps) dekken. De linkervleugel zou zich op Fort Harrison concentreren. Daarna zou de rechtervleugel de linkervleugel ondersteunen in hun aanval op de forten Gregg en Gilmer die ten noorden van Fort Harrison lagen. Kautz cavalerie zou de inname van de New Market Road uitbuiten door door te stoten naar Richmond.

## De slag

### New Market Heights
Generaal-majoor David B. Birney liet zijn X Corps in noordelijke richting oprukken vanuit Deep Bottom naar de Zuidelijke stellingen bij de New Market Heights. Deze stellingen werden bemand door de soldaten van brigadegeneraal John Gregg. Een brigade van Afro-Amerikaanse troepen opende de aanval. Deze aanval werd afgeslagen. Birney stuurde versterkingen. De aanval werd opnieuw ingezet. De divisie van Alfred H. Terry keerde de Zuidelijke linkerflank. Door Noordelijke successen bij Fort Harrison werd Gregg gedwongen om zich terug te plooien op de forten Gregg en Gilmer.
Toen Birneys eenheden New Market Heights in handen hadden, draaide het X Corps in noordwestelijke richting langs de New Market Road naar de tweede defensieve stellingen ten noorden van Fort Harrison. De divisie van brigadegeneraal Robert Sanford Foster van het X Corps viel Fort Gilmer aan. De broer van Birney, brigadegeneraal William Birney viel met een Afro-Amerikaanse eenheid het Fort Gregg aan ten zuiden van Fort Gilmer. Deze aanvallen werden uiteindelijk afgeslagen.

### Fort Harrison
Toen de eerste aanval van Birney begon, viel het XVIII Corps van Ord Fort Harrison aan ten westen van New Markte Heights. De aanval werd uitgevoerd door brigadegeneraal George Stannard. Zijn soldaten stormden naar voor over een open veld en zochten dekking in een kleine depressie net voor het fort. Na enige momenten rust vielen ze het fort zelf aan en veroverden het. De Zuidelijke verdedigers zochten dekking in de tweede verdedigingslinie. De Noordelijke brigadegeneraal Hiram Burnham sneuvelde tijdens deze strijd waarna zijn soldaten Fort Harrison herdoopten in Fort Burnham.
Eenmaal in het fort raakte de Noordelijke aanval gedesorganiseerd. De drie brigadecommandanten van Stannard waren dood of gewond. Een ondersteunende colonne onder leiding van brigadegeneraal Charles A. Heckman stootte door in noordelijke richting. Deze aanval werd echter afgeslagen door de Zuidelijken. Ord probeerde persoonlijk zijn troepen te herorganiseren maar raakte ook gewond. Het onthoofde bevel enerzijds en de aanwezigheid van Zuidelijke kanonneerboten op de rivier deed de Noordelijke aanval stokken.
Robert E. Lee besefte de ernst van de situatie en stuurde 10.000 soldaten onder leiding van generaal-majoor Charles W. Field vanuit Petersburg. Op 30 september gaf Lee het bevel tot een tegenaanval om Fort Harrison te heroveren. Het fort werd verdedigd door de plaatsvervanger van Ord generaal-majoor Godfrey Weitzel. De Zuidelijke tegenaanval liep op niets uit.

## Gevolgen
Zoals Grant had voorzien stuurde Lee troepen van het front bij Petersburg naar Richmond. Dit zou de Noordelijke aanval ten zuiden van Petersburg (Slag bij Peebles's Farm) alleen maar ten goede komen. Na oktober zou de loopgravenoorlog gewoon doorgaan tot het einde van de oorlog. Er vielen meer dan 5.000 slachtoffers aan beide zijden.

## Lectuur
- Horn, John, The Petersburg Campaign: June 1864 – April 1865, Combined Publishing, 1999, ISBN 978-1-58097-024-2.
- Sommers, Richard J., Richmond Redeemed: The Siege at Petersburg, Doubleday, 1981, ISBN 0-385-15626-X.
- Trudeau, Noah Andre, The Last Citadel: Petersburg, Virginia, June 1864 – April 1865, Louisiana State University Press, 1991, ISBN 0-8071-1861-3.